# Métrodórosz (filozófus)
Métrodórosz (görögülː Μητρόδωρος Λαμψακηνός) görög filozófus volt, aki az I. e. 5. század második felében élt. Platón Lampszakoszból származtatja.

## Élete
Métrodórosz allegorikus értelmezését adta Homérosz műveinekː az emberi hősöket természeti jelenségeknek, az isteneket pedig az emberi test egyes részeinek feleltette meg. Neve felbukkan Platón Ión című dialógusában (530d szakasz), amikor a címadó rapszódosz magához hasonlítjaː „Úgy gondolom, hogy az emberek közt én tudom a legszebb dolgokat mondani Homéroszról. Igenǃ Sem a lampszakoszi Métrodórosz, sem a thaszoszi Sztészimbrotosz, se Glakón, sem senki valaha is e földre tett emberfia nem tudott soha oly sok és oly szép gondolatot Homéroszról előadni, mint én.”